# 臺灣鐵路 (清朝)

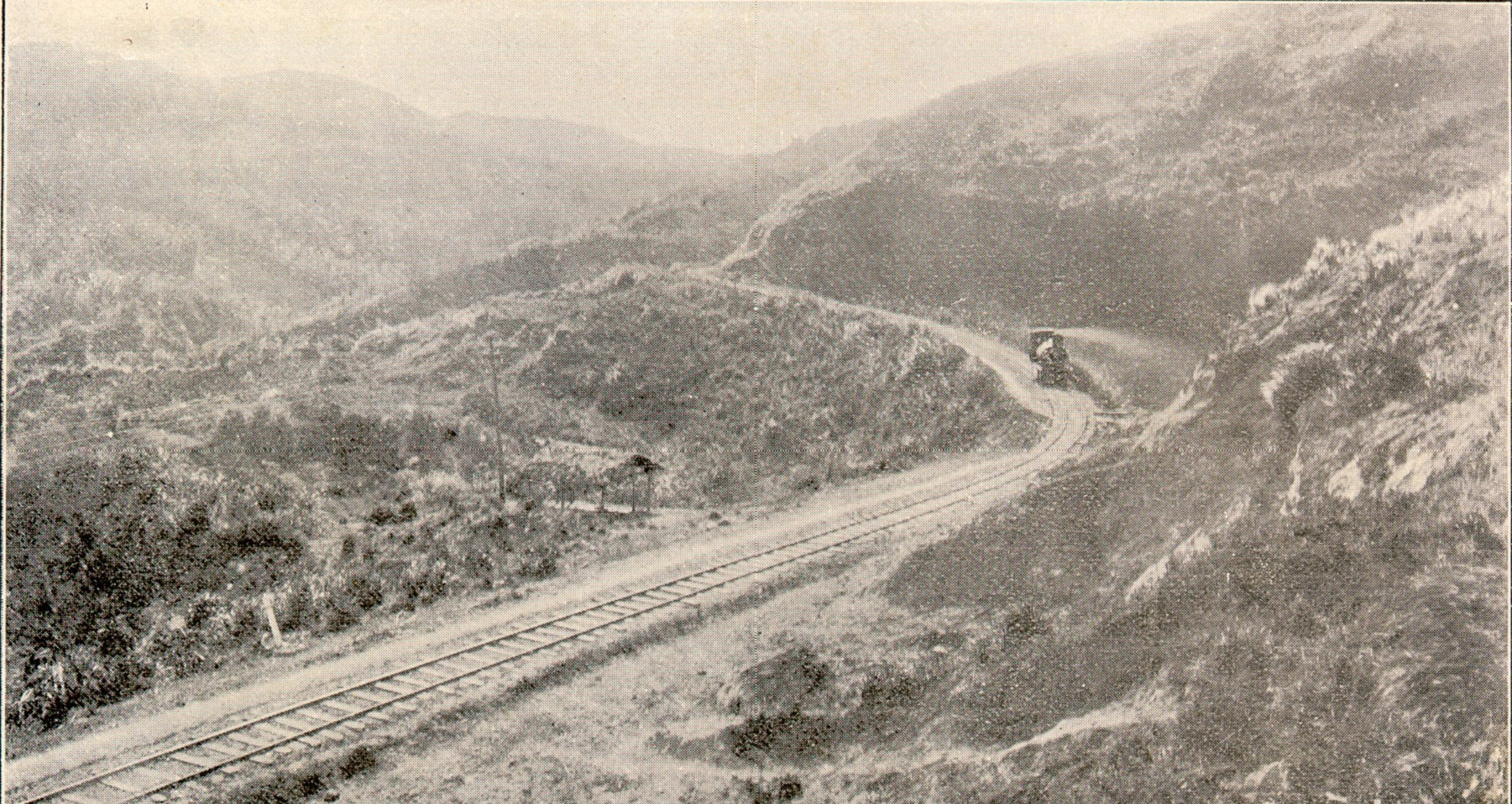
蒸汽機車正在龜崙嶺古道路段行駛；1901年，此段路線因使用情況十分不理想，而被有關當局決定停用。

臺灣鐵路，亦稱為劉銘傳鐵路，是臺灣清治時期在劉銘傳擔任臺灣巡撫時籌建的鐵路，分為基隆至臺北、臺北至新竹兩線，為今縱貫線北段之前身。路線計畫終點位在臺南，但新竹以南僅築路堤至崎頂，餘段皆未動工，屬未成線。
由於該鐵路有鐵軌重量偏小、最陡坡度偏大、曲率半徑偏小等問題，加上橋樑屢遭暴漲之河水沖毀，在日治時期後改由一系列改良路線取代。原本的部分路線（臺北至桃園間）改作公路運輸用，名為「台北台南道路」，即日後省道台1線舊線（台一甲線）之前身。

## 簡介

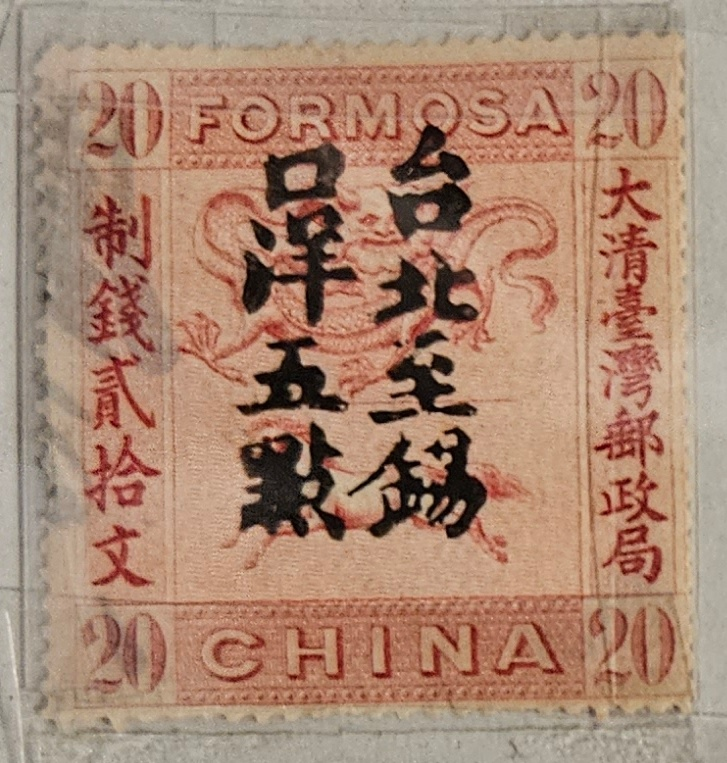
清代臺灣車票（臺北到錫口）

臺灣鐵路興築於清朝光緒年間，由臺灣巡撫劉銘傳籌建，為當時中國第一條以載客為目的的鐵路。1887年（光緒13年），劉銘傳奏請興建台灣鐵路，清廷准許自籌工款後即前往南洋招商，同年4月於台北大稻埕開工，臺北車站亦座落於大稻埕。1887年5月20日成立「全台鐵路商務總局」。軌距則為3呎6吋（1,067mm）並沿續至今。最早應聘來台的工程師有德國人柏克爾（Becker）為工程設計師，英國人瓦遜（W. Watson）為路線稽查主任，墨希爾為機關監督，馬禮遜（H. C. Matheson）為營業顧問。開工初期最先興建的是由基隆港口經台北到新竹。其中位於基隆端的獅球嶺隧道工程，從1888年（光緒十四年）春動工，到1890年（光緒十六年）8月完成，全長235公尺，費時30個月才鑿通，為台灣第一座鐵路隧道，亦是目前唯一僅存的清代鐵路隧道，也是當時中國的第一座鐵路隧道。1888年（光緒十四年），大稻埕跨越淡水河上之大木橋竣工，是今台北大橋之前身。1888年7月18日，台北（大稻埕）至錫口（松山）通車，1891年10月基隆到台北通車。然通車前劉銘傳即已去職，由邵友濂接任。1893年台北到新竹段通車，但主要是劉銘傳構工。
路線原計畫興建至臺南府城，而根據日本人後來的探查，新竹以南至崎頂已有築路堤之遺跡。另外，舊港亦有興建一條材料搬運的鐵路支線，稱「舊港支線」（p. 137），完工後便廢棄不用。1895年8月30日由日籍鐵道隊員板倉勝文踏查舊線跡後提出報告。

## 後續

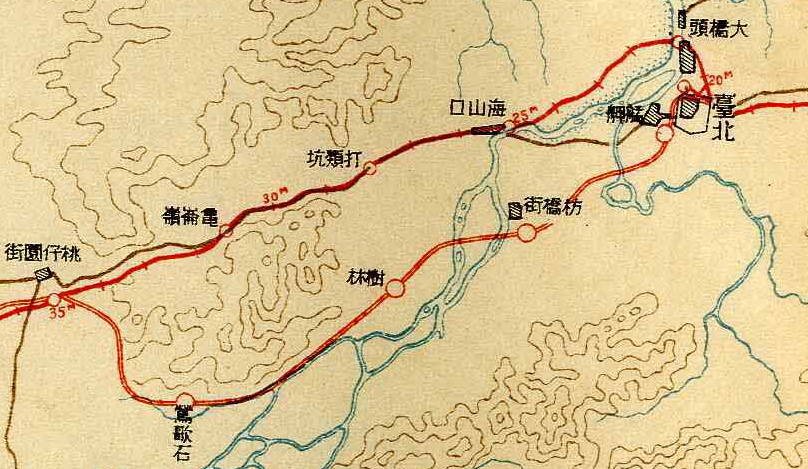
臺北至桃仔間鐵道改線示意圖

台灣進入日治時期後，由於路線標準極不理想，數座大橋又屢修屢壞，且劉銘傳所建的鐵路之軌道材質、設計施工均不符使用需求。日本當局即著手一連串改線工事，在改線工程完工前由於大橋不通，臺北至新竹間一度於大橋畔設立數個臨時車站、分段營運。
稍後完成島內南北縱貫鐵道之計畫。改線工程中又以臺北至桃仔園（今桃園市桃園區）間變動最大，海山口（今新北市新莊區）、龜崙嶺（今桃園市龜山區）之清代舊線因坡度陡峻而放棄，進入日治第六年（1901年）即改為經由枋橋（今新北市板橋區）、鶯歌石（今新北市鶯歌區），日後各市鎮之發展衰微也與鐵路密切相關。

## 車站一覽
以下所列者為清朝興建之臺灣鐵路沿線車站，粗體字者是日治時期所增添之車站。另外據吳小虹的說法，清朝時的車站被稱為「火車碼頭」，而所謂的「票房」指的就是賣車票的地方而非是當時車站的稱呼:126、127。
| 車站名稱   | 現今位置                                                                                     | 里程 基隆港起 | 里程 淡水橋起（pp. 204-205） | 備註                                                                                               |
| ---------- | -------------------------------------------------------------------------------------------- | ------------- | ---------------------------- | -------------------------------------------------------------------------------------------------- |
| 雞籠       | 基隆                                                                                         | 45鏈          |                              | |
| 八堵       | 七堵                                                                                         | 3哩75鏈       |                              | |
| 水返腳     | 汐止                                                                                         | 9哩4鏈        |                              | |
| 南港       | 南港車頭街（今中南街）                                                                       | 12哩35鏈      |                              | |
| 錫口       | 今松山車站西側約100公尺處                                                                    | 18哩13鏈      |                              | |
| 臺北       | 大稻埕河溝頭，今中興醫院與塔城街附近                                                         | 19哩26鏈      |                              | 第一代臺北車站                                                                                     |
| 大橋頭     | 台北大橋之頭，台北端，今大橋；位置大約在大橋派出所一帶                                       | 21哩16鏈      |                              | |
| 淡水橋左岸 | 台北大橋左岸，今三重環河路一帶                                                               |               |                              | 因臺北橋損毀而設的臨時站，車行至此，改由水陸接駁。:491895年9月3日啟用（p. 299），1896年1月29日廢止 |
| 淡水橋     | 台北大橋之尾，三重端；今台北橋；別於大橋分隔；位於正義重新路天台廣場、三和路、三重派出所一帶 | 臺北起3.1公里 | 0哩0鏈                       | 臨時站。臺北橋再因編號B001颱風毀損無法通車，改由水陸接駁過河。:491897年9月10日啟用                 |
| 海山口     | 於新莊國小校門口。登龍街被認為當時的「站前路」                                               | 25哩          | 3哩42鏈                      | |
| 打類坑     | 塔寮坑，今桃園市龜山區迴龍里                                                                 | 28哩6鏈       |                              | 清代原有設站，啟用廢止日不詳，1899年7月20日再設立乘降場                                            |
| 龜崙嶺     | 今桃園市龜山區嶺頂里，台一線、台一甲線會合處附近                                             | 31哩          |                              | 清代原有設站，啟用廢止日不詳，1899年7月20日再設立乘降場                                            |
| 桃仔園     | 今桃園市桃園區民生路與萬壽路交叉口附近                                                       | 36哩76鏈      | 13哩39鏈                     | 於2020年6月進行鐵路地下化工程時，挖出清代鵝卵石路基，與部分日治時期遺構。                          |
| 中壢       | 中壢                                                                                         | 41哩34鏈      | 19哩77鏈                     | |
| 安平鎮     | 今平鎮系統交流道南側、埔心車站北側                                                           |               |                              | 1900年4月10日設站。                                                                                |
| 頭重溪     | 今楊梅交流道東側                                                                             | 47哩70鏈      |                              | |
| 崩坡       | 楊梅街，現今國道一號底下                                                                     |               |                              | 1900年4月10日設站，1902年1月31日廢止                                                               |
| 大湖口     | 今老湖口                                                                                     | 53哩40鏈      | 32哩6鏈                      | 崩坡至大湖口之路廊，目前為國道一號所用                                                             |
| 鳳山崎     | 今新豐山崎村                                                                                 | 58哩28鏈      |                              | |
| 新車       | 今新豐和竹北之間                                                                             |               |                              | 1898年9月1日設站，1902年1月31日廢止                                                                |
| 紅毛田     | 今竹北                                                                                       |               | 38哩14鏈                     | 1897年9月10日假停車場啟用（p. 299），12月31日廢止。                                                |
| 新竹       | 新竹                                                                                         | 62哩9鏈       |                              | |

## 車輛

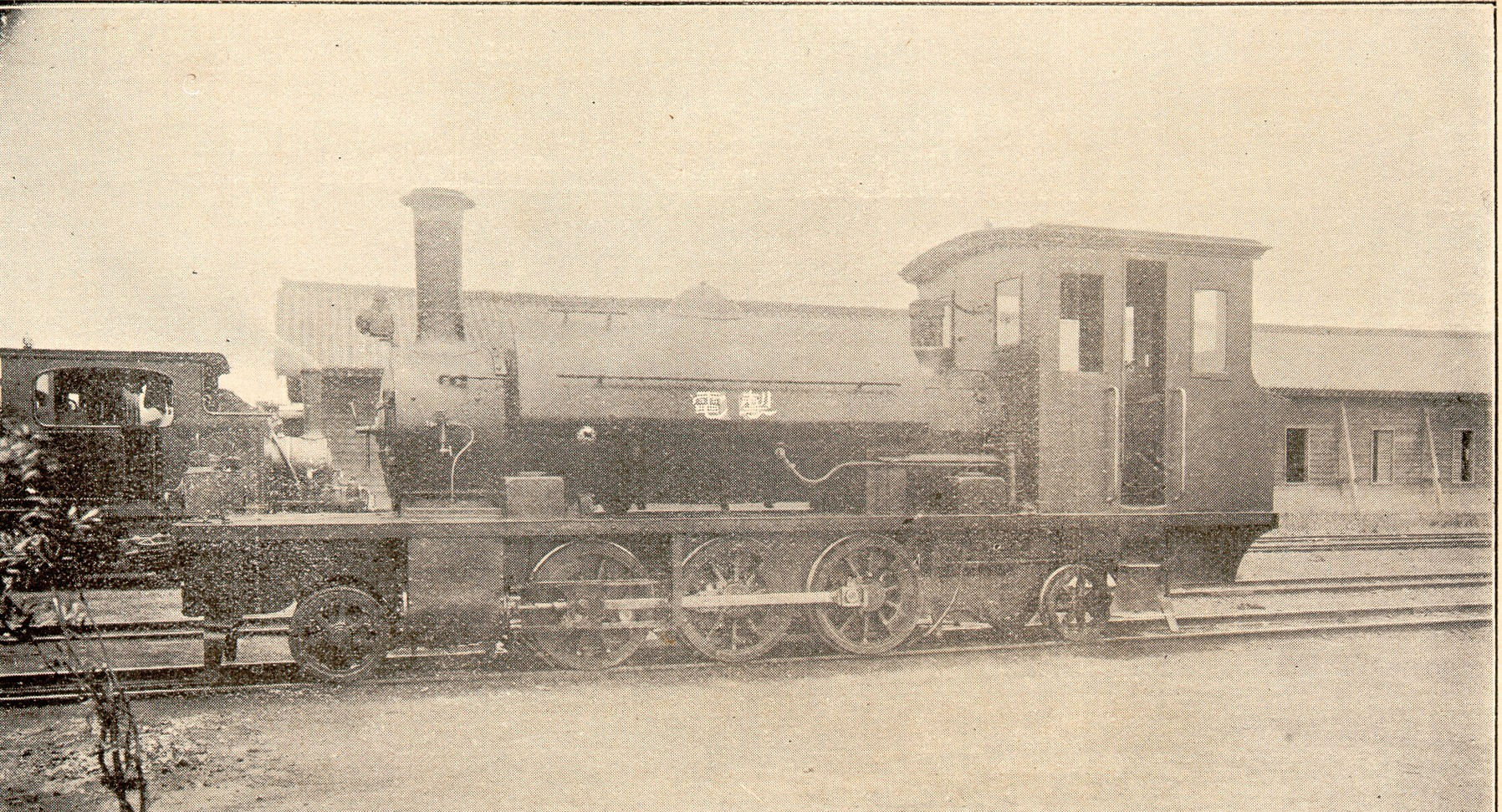
掣電號（掣電六號） (Note: 此張「掣電」號機車攝影年代應在日本時代1902～1905年間，近年出土的原始照片可清楚見到車身上有銅字車號「10」，並無「掣電」二字。這輛機車在清朝劉銘傳時代購入時，編為五號機。此照片曾出現於《臺灣鐵道史》一書中，但不知為何番號被塗改成「掣電」，造成鐵道史研究者莫大的誤導。現在若將圖片電子檔放大，於「掣電」二字下方仍隱約可看出阿拉伯數字「10」的字樣。)，英國製，光緒十九年（1893年）夏運至臺灣，配置於臺北－新竹路段。

清代臺灣鐵路共有蒸氣機車8輛，第一與第二號購自德國霍恩索倫機車廠，分別命名騰雲與御風。日治時期後納編為1型蒸氣機關車。
第三至八號為英國山楂萊斯利和公司（Hawthorn Leslie & Co）生產，其中六、七、八分別命名掣電、超塵、攝景（p. 62-63）。日治後編為3型蒸氣機關車，1931年悉數報廢，今無一保存。

## 其他
當時臺人對於此一新奇科技有許多觀點。有認為破壞風水者，亦有贊揚其便利者。彰化秀才吳德功所寫之詩《新竹坐火輪車往台北》流傳最廣的詩作：
| “ | 新竹抵稻津，辰發午即至。儼似費長房，符術能縮地。 旋轉任自如，水氣通火氣。水火交相用，繫易占既濟。 逐電迅追風，敏捷勝奔馳。舉重有若輕，便捷兼爽利。 | ” |

稻津指大稻埕，係指火車約一個上午就能由新竹抵達臺北（約80公里），其餘詩句則對於火車的特性及便利諸多描述。

## 延伸閱讀
- 臺灣總督府鐵道部. . 近藤商店活版部. 1906-09-30  [2014-01-14]. （原始内容存档于2013-12-03） （日语）.
- 《台灣鐵道傳奇》，洪致文 著，時報 出版，ISBN 957-13-0508-1
- 桃園縣縣定古蹟 龜崙嶺鐵道橋遺構調查研究暨修復計畫，國立臺東專科學校，桃園縣政府文化局
- 清代鐵路分布圖 （页面存档备份，存于）